# Una corda per il pistolero
Una corda per il pistolero (Noose for a Gunman) è un film del 1960 diretto da Edward L. Cahn.
È un film western statunitense con Jim Davis, Barton MacLane e Lyn Thomas.

## Produzione
Il film, diretto da Edward L. Cahn su una sceneggiatura di Robert E. Kent con il soggetto di Steve Fisher, fu prodotto dallo sceneggiatura Kent per la Robert E. Kent Productions (accreditata come Premium Pictures) e girato nel ranch di Corriganville a Simi Valley e nell'Iverson Ranch a Chatsworth in California Il titolo di lavorazione fu Shotgun.

## Distribuzione
Il film fu distribuito con il titolo Noose for a Gunman negli Stati Uniti dal 1º maggio 1960 al cinema dalla United Artists.
Altre distribuzioni:
- in Brasile (Braço é Braço)
- in Grecia (I thileia)
- in Germania Ovest (Morgen sollst Du sterben)
- in Italia (Una corda per il pistolero)

## Promozione
Le tagline sono:
- "Only a Hated Top Gun Can Save a Town At the Mercy of Cantrell's Raiders!".
- "Nothing Ever Held You as Taut as "Noose for a Gunman!"".